# STS-50
STS-50 — космічний політ шатла «Колумбія» за програмою НАСА «Спейс Шаттл» з проведення різних фізичних і медико-біологічних експериментів. Дослідження проводилися в лабораторному модулі «Спейслеб» у вантажному відсіку корабля. Політ став 12-м для шатла «Колумбія». Експедиція стартувала 25 червня 1992 року з Космічного центру Кеннеді в штаті Флорида і стала найтривалішою для шатлів на той момент. Тривалішими в космічній програмі США раніше були тільки польоти на космічній станції «Скайлаб» (англ. Skylab Space Station) в 1973 і 1974 роках.
Посадка спочатку планувалася в Каліфорнії на Едвардс (англ. Edwards Air Force Base). Однак, через погану погоду приземлення було перенесено у Флориду. У результаті посадка на мисі Канаверал  стала десятою там для шаттлів і першою для «Колумбії».

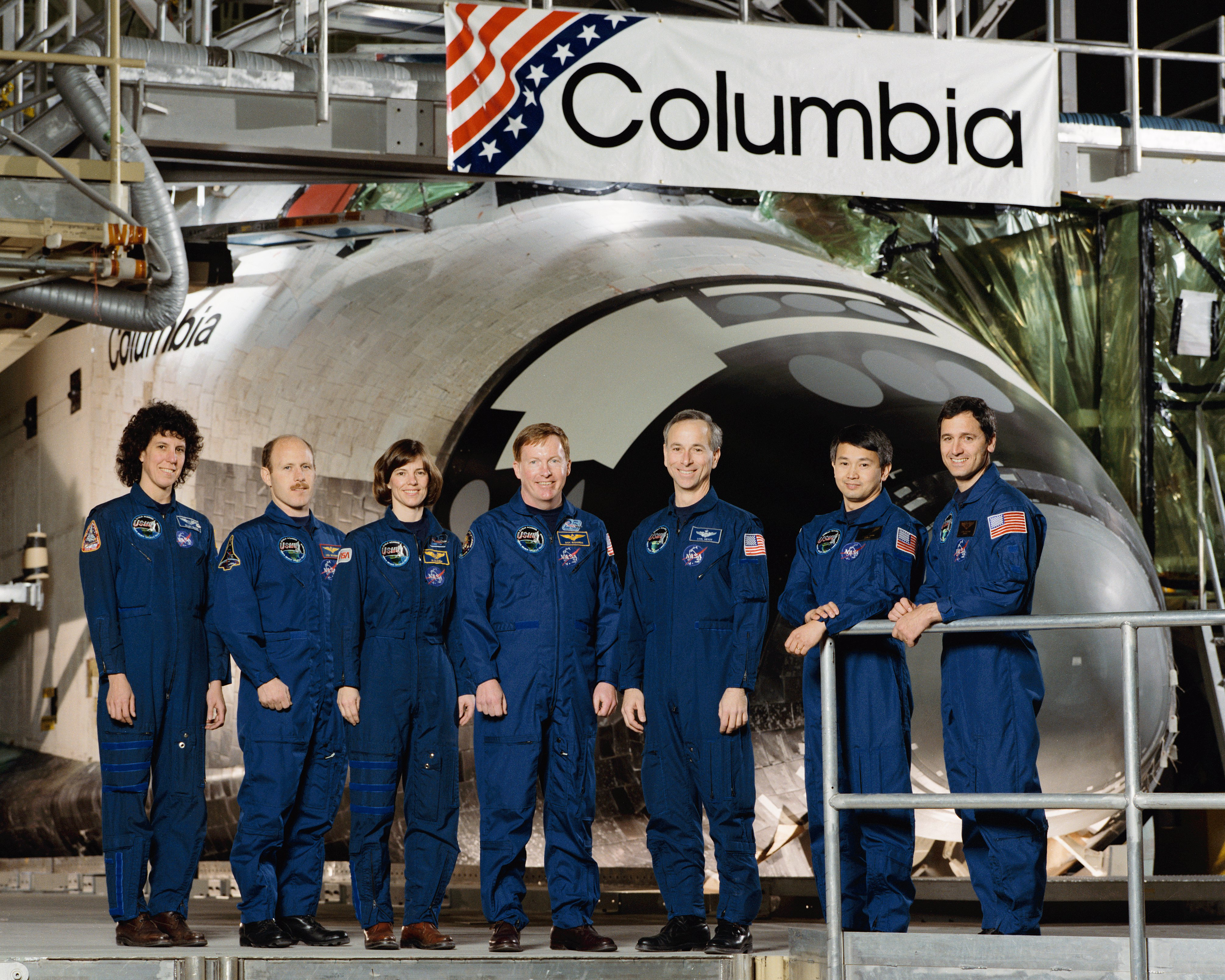
Екіпаж STS-50: Зліва направо: Бейкер, Бауерсокс, Данбар, Річардс, Мід, Трин, Делукас

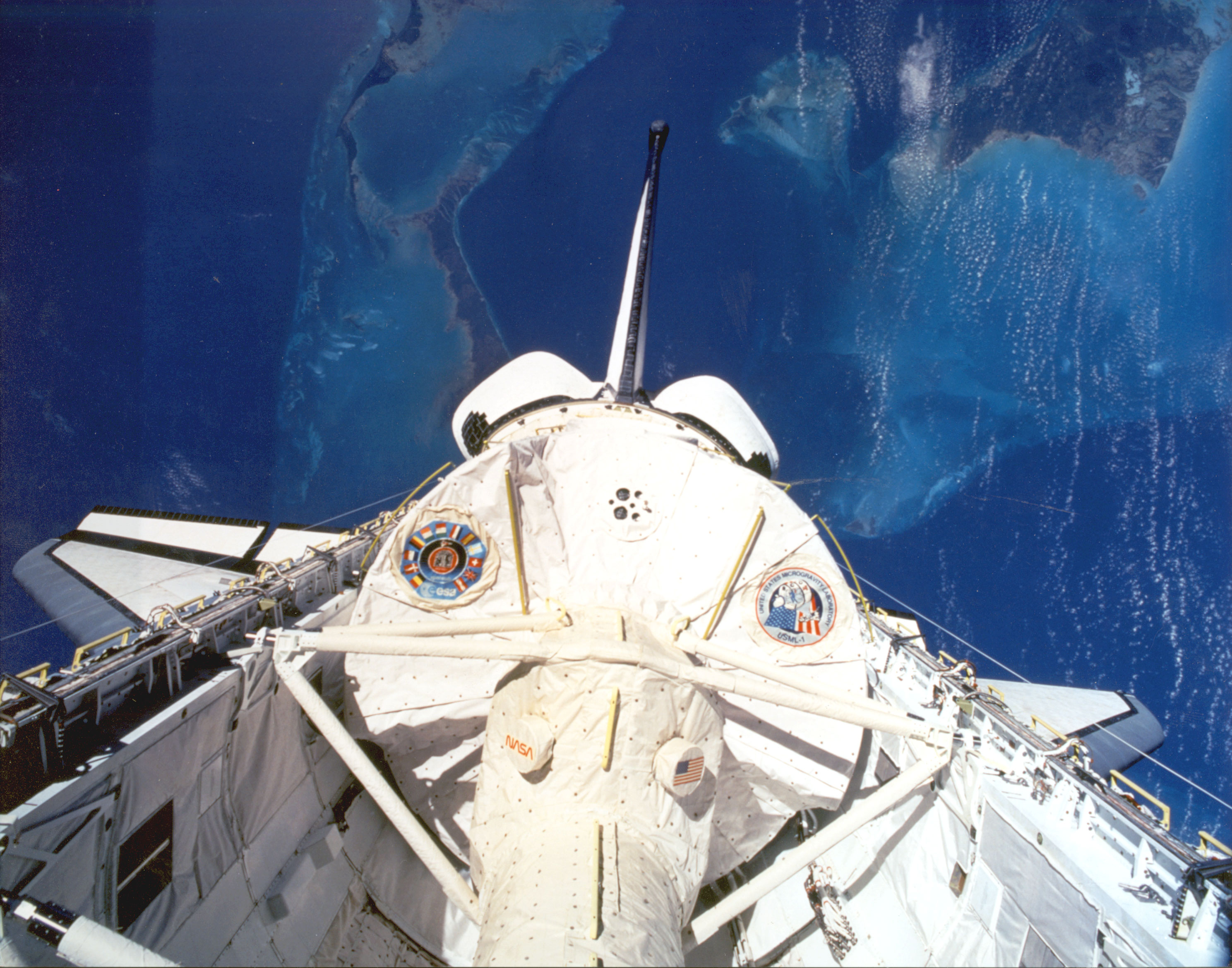
«Спейслеб» у вантажному відсіку під час Колумбія STS-50

## Екіпаж
- (НАСА): командир: Річард Ноел Річардс (3-й політ)
- (НАСА): пілот: Кеннет Дуейн Бауерсокс (англ. Kenneth Dwane "Sox" Bowersox) (1-й політ)
- (НАСА): спеціаліст з програмою польоту 1: Бонні Джинн Данбар (3-й політ)
- (НАСА): спеціаліст з програмою польоту 2: Еллен Луїза Шулман Бейкер (2-й політ)
- (НАСА): спеціаліст з програмою польоту 3: Карл Джозеф Мід (2-й політ)
- (НАСА): спеціаліст з корисного навантаження 1: Лоуренс Джеймс Делукас (1-й політ)
- (НАСА): спеціаліст з корисного навантаження 2: Юджин Ху-Чау Трін (1-й політ)[1]

## Експерименти
Список експериментів включав:
- Crystal Growth Furnace (CGF)
- Drop Physics Module (DPM)
- Surface Tension Driven Convection Experiment (STDCE)
- Zeolite Crystal Growth (ZCG)
- Protein Crystal Growth (PCG)
- Glovebox Facility (GBX)
- Space Acceleration Measurement System (SAMS)
- Generic Bioprocessing Apparatus (GBA)
- Astroculture-1 (ASC)
- Extended Duration Orbiter Medical Project (EDOMP),
- Solid Surface Combustion Experiment (SSCE
- Investigation in Polymer Membrane Processing (IPMP)
- Shuttle amateur Radio Experiment II (SAREX — II)
- Ultraviolet Plume Instrument (UVPI)[1]

Експерименти з вирощування кристалів проводилися в спеціальній установці багаторазового використання (Crystal Growth Furnace, CGF), щоб дослідити зростання кристалів у невагомості. Ця піч здатна до автоматичної обробки до шести великих зразків при температурах до 1 600 градусів Цельсія.
Дослідження полімерних мембран (Investigations into Polymer Membrane Processing, IPMP), які раніше проводили у шести польотах шатлів, виявили ті їх якості, що можуть бути використані для поліпшення або застосування як біофільтрів у біомедичних і промислових процесах.